# 況澄 (道光進士)
况澄，生卒年不詳，籍贯广西临桂人，清朝政治人物 ，進士出身。

## 簡歷
清朝道光二年（1822年），参加壬午恩科殿试，登金榜，正奏第二甲，赐进士出身第91名。